# Josef Jacobi

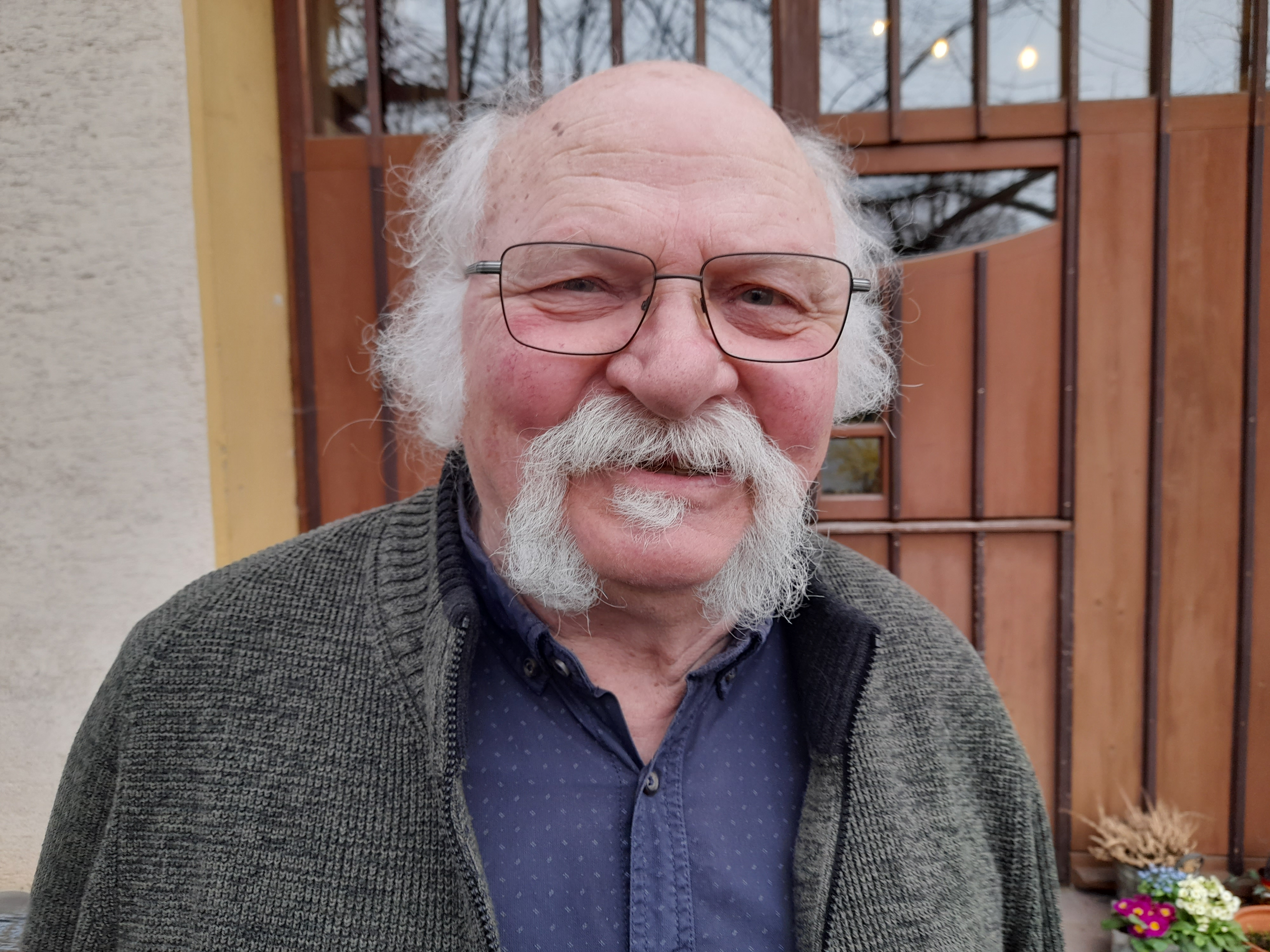
Josef Jacobi vor seinem Haus (2024)

Josef Jacobi (* 9. November 1945 in Körbecke (Borgentreich)) ist ein deutscher Bauer und Agrarpolitiker.

## Leben

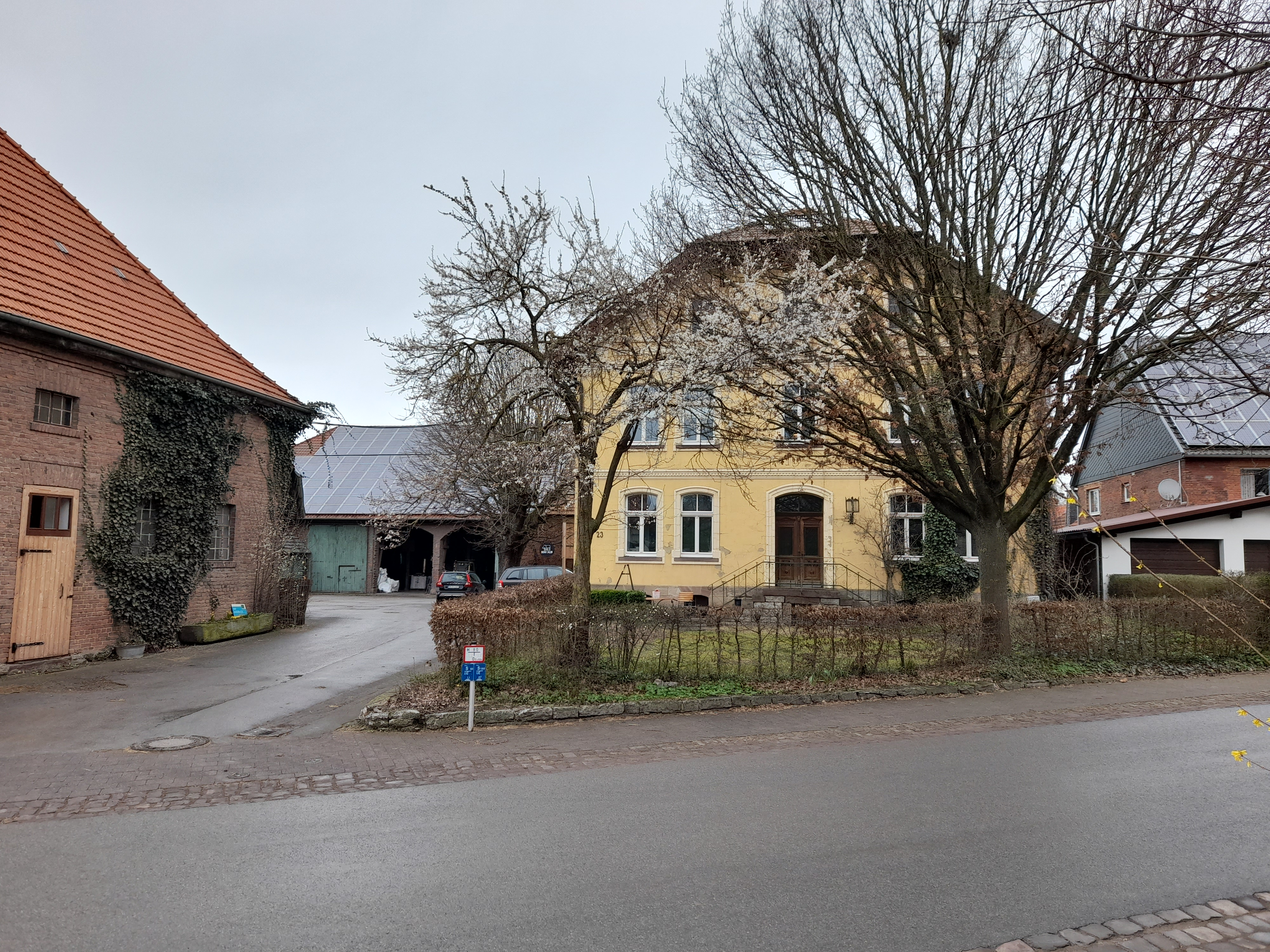
Der Hof Jacobi in Körbecke, Mühlentor 23 (2024)

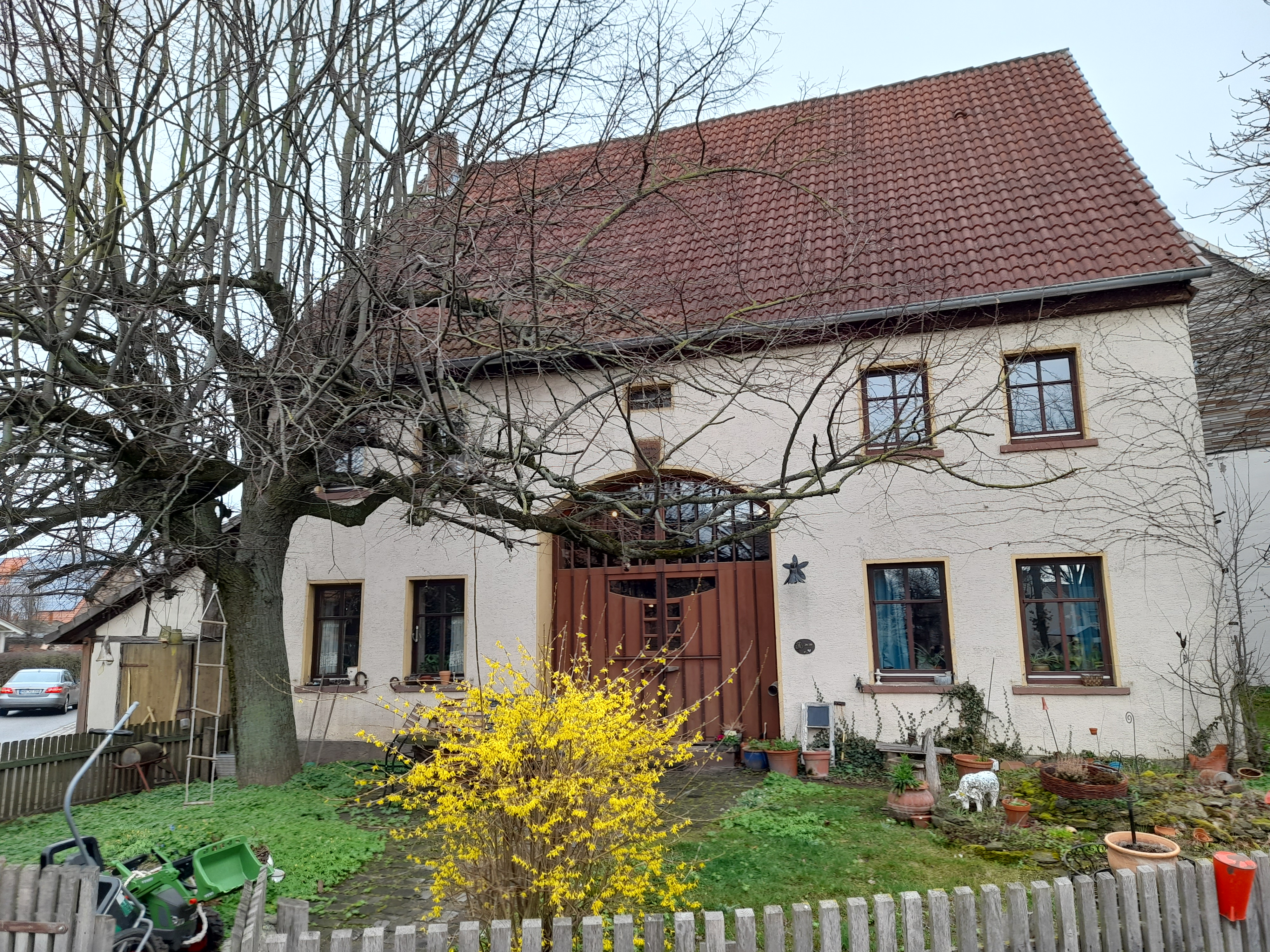
Jacobis Wohnhaus, Mühlentor 28 (2024)

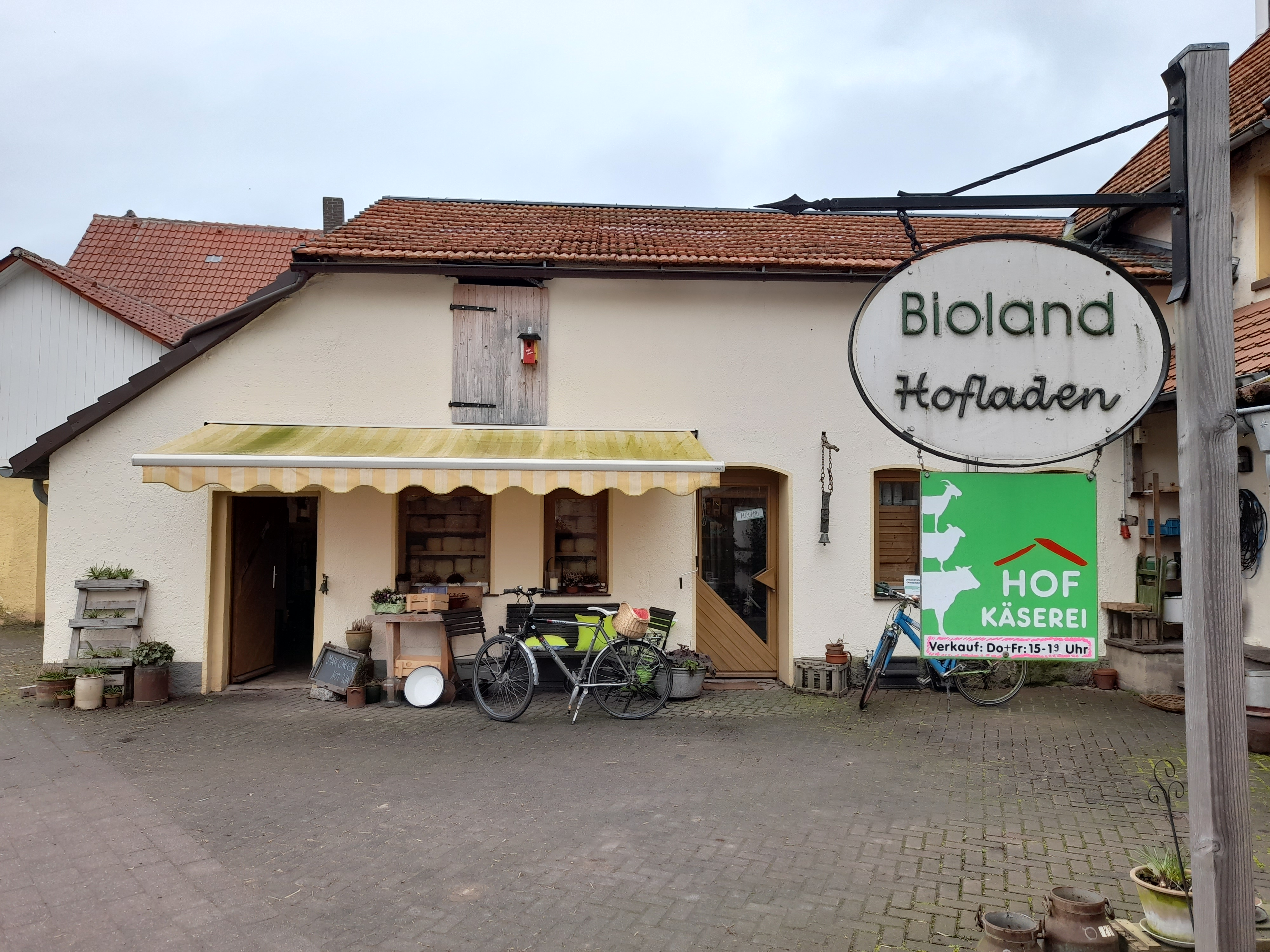
Der Hofladen von Heike Schäfer-Jacobi, Mühlentor 28 (2024)

### Familie und Beruf
Jacobi wuchs als mittleres von sieben Kindern auf dem Bauernhof seiner Eltern in Körbecke auf. Sein Vater war Vizepräsident der damaligen Landwirtschaftskammer Westfalen-Lippe. Der Hof mit dem Land in der fruchtbaren Warburger Börde ist nachweislich mindestens seit 1612 in Familienbesitz.
Nach dem vorzeitigen Tod seines Vaters aufgrund eines Verkehrsunfalles übernahm Jacobi 1972 den Bauernhof und stellte dessen Bewirtschaftung schrittweise auf Bioland-Richtlinien um. Sein Motto als Bauer war: „Ich treffe alle Entscheidungen so, dass eines der Kinder den Hof übernehmen kann“. Zum 1. Juli 2020 übernahm sein Sohn Julius die Verantwortung für 45 Hektar Dauergrünland und 100 Hektar Ackerfläche mit der Fruchtfolge Kleegras, Winterweizen und Roggen, Ackerbohnenerbsen, Triticale, Hafer, Braugerste, Dinkel und Rübensaat, zudem für 50 Milchkühe, Jungvieh, einen Zuchtbullen, 50 Schweine und 12 Hennen. Die hofeigenen Käserei mit mehr als 40 verschiedenen Käsesorten wird bis heute (2023) von Heike Jacobi weiter betrieben.

### Kultur- und Umweltpolitik
Schon früh betätigte Jacobi sich kommunal- und umweltpolitisch. So war er zu Beginn der 1970er Jahre Mitbegründer und Leiter des „Kom In“ (Kommunikations- und Informationszentrum) in Warburg, eines der ersten autonomen Jugendzentren des Raumes, das täglich geöffnet hatte und sich u. a. durch Veranstaltung großer Rockkonzerte in der Warburger Stadthalle mit überregional bekannten Bands wie Can, Ekseption, Embryo, Frumpy, Grobschnitt, Guru Guru, Kraan, Ougenweide, The Lords u. a. finanzierte.
Nachdem zu Beginn der Jahres 1968 im nur 13 km Luftlinie von seinem Hof entfernten Würgassen an der Weser der Bau eines Kernkraftwerkes erfolgt war, gehörte er zu frühesten Widerstandskämpfern gegen das Projekt. 1977 beteiligte er sich aktiv auch an den Protesten gegen den Bau des Kernkraftwerks Grohnde.
1981 versuchte die hessische Landesregierung unter Holger Börner, den Bau einer Wiederaufbereitungsanlage für abgebrannte Brennstäbe im Eichholz bei Wethen durchzusetzen. Auch hier gehörte Jacobi zu den engagiertesten Kritikern. Am 19. Juni 1981 sprach er auf dem Gelände, wo sich über 3000 Menschen und 500 Trecker versammelt hatten. Bei den hessischen Landtagswahlen im September 1982 erhielten danach Grünen 8 % der Wählerstimmen und zogen in den Landtag ein. Im Oktober 1982 wurde das Projekt der WAA gestoppt.

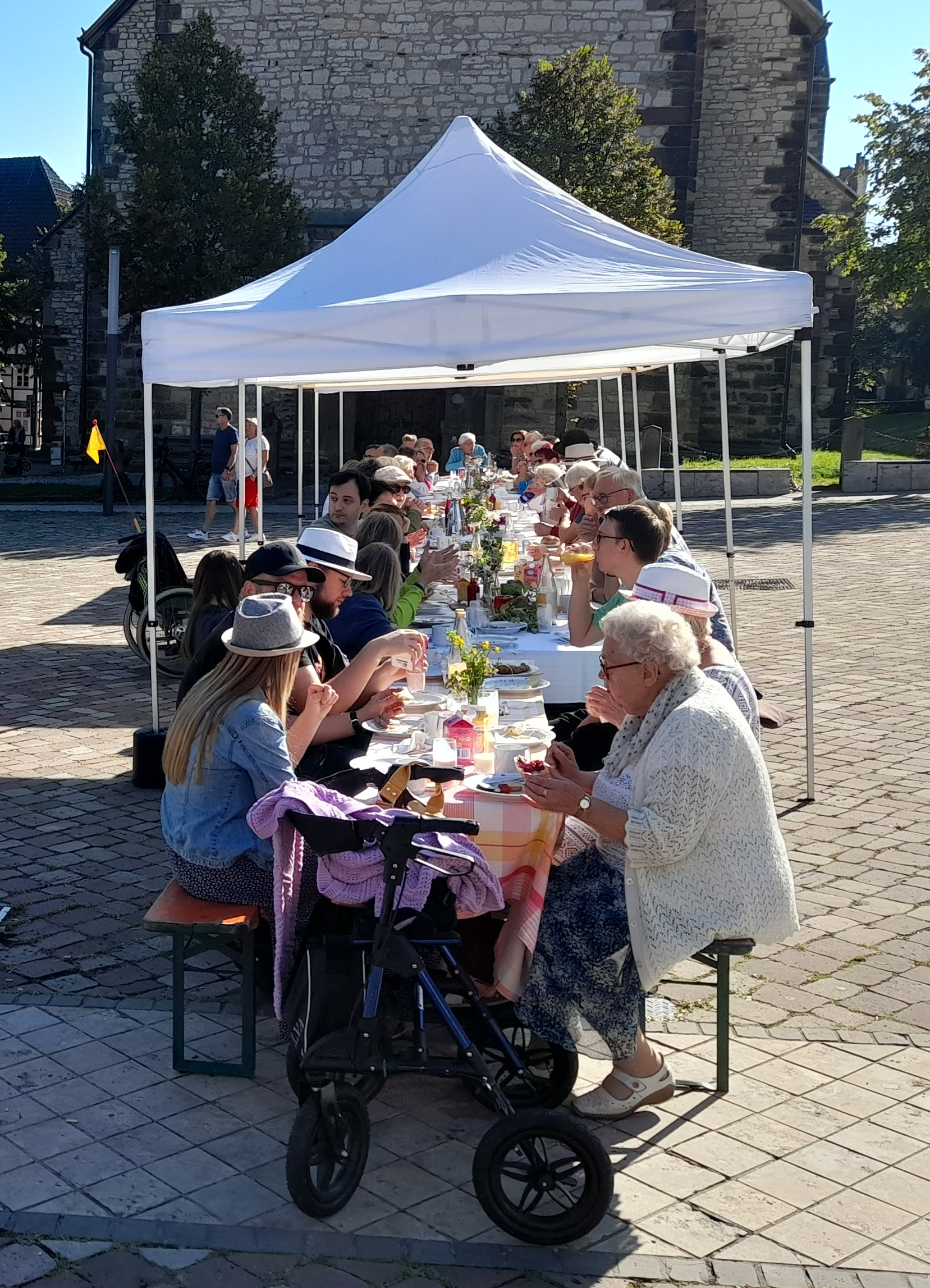
Frühstücksmeile der BI Lebenswertes Bördeland & Diemeltal auf dem Warburger Neustadtmarkt (2023)

1989 stellt Jacobi sich mit seinem Trecker britischen Panzern in den Weg, als diese die frisch geteerte Körbecker Hauptstraße zu ramponieren drohen. Mit eilig herbeigeholten Bauernkollegen wird ihr Rückzug erzwungen. Der General muss sich entschuldigen. Im gleichen Jahr wurde die „Bürgerinitiative Lebenswertes Bördeland und Diemeltal“ als Verein mit Jacobi als Vorstandsmitglied gegründet. Sie stellte sich u. a. gegen den Bau einer Sondermülldeponie bei Körbecke und erreichte, das die Landesregierung von Nordrhein-Westfalen das Projekt schließlich abblies. „Die Initiative hat ein starkes Gemeinschaftsgefühl und viel Schwung in die Region gebracht“, erinnerte sich Jacobi. „Das wollten wir institutionalisieren“: Es wurde eine Landschaftsstation gegründet, die mittlerweile sieben Akademiker und Hilfskräfte beschäftigt und sich erfolgreich für den Schutz der Kulturlandschaft in der Region engagiert.
Im Dezember 2014 gehörte Jacobi zu den Mitunterzeichnern des Appells für eine andere Russlandpolitik.

### Landwirtschaftspolitik
Schon seit ihrer Einführung in den 80er Jahren gehörte Jacobi zu den Kritikern der Milchkontingentierung. Als 1994 der Molkereibetrieb der Upland Milch in Willingen nach Fusion mit den Milchwerken Köln-Wuppertal stillgelegt wurde, macht Josef Jacobi sich stark für die Übernahme der Anlagen und die Gründung einer Öko-Molkerei. Die Verhandlungen waren zäh, aber erfolgreich. 1996 nahm die „Upländer Bauernmolkerei“ mit 18 Biobauern und einer Jahresmenge von einer Million Liter Biomilch den Betrieb auf. 10 Jahre später waren bereits 84 Zulieferer dabei, die 15 Millionen Liter Milch lieferten. Zu ihren Projekten gehört die „Bergweide Milch“ – die erste konventionell erzeugte Milch in Deutschland, die das Zertifikat „garantiert ohne Gentechnik“ trägt. Eine Erzeugergenossenschaft von 45 Milchbauern aus dem Sauerland garantierte, dass nur gentechnikfreie Futter- und Arzneimittel eingesetzt werden. Nur in Österreich und in Italien existierte bislang die Kennzeichnung „ohne Gentechnik“. Der Anstoß zur Bergweide Milch war von der Upländer Bauernmolkerei gekommen, in der Josef Jacobi Aufsichtsratsvorsitzender war. Die Upländer Bauernmolkerei, die ansonsten nur mit biologischer, also ebenfalls gentechnikfreier Milch beliefert wird, verarbeitet die „Bergweide“ zu frischer Voll- und Magermilch. Diese kam ab 2005 unter der Marke Die faire Milch in allen Tegut-Lebensmittelmärkten in Hessen, Nordbayern, Thüringen und Südniedersachsen ins Angebot. Es folgten die REWE-Filialen in Hessen und NRW. Die Milchquoten-Regelung der EU wurde ab dem 1. April 2015 abgeschafft.

## Ämter
- 1970er Jahre Vorstandsmitglied im Bund der Deutschen Landjugend
- 1986–1996 Vorsitz der „Arbeitsgemeinschaft bäuerliche Landwirtschaft e.V.“. Sein Nachfolger wurde Friedrich-Wilhelm Graefe zu Baringdorf.
- 1989 Gründungsmitglied und Vorstand der Bürgerinitiative „Lebenswertes Bördeland & Diemeltal e.V.“
- 1989 Gründungsmitglied und Vorstand der „Landschaftsstation Diemel-Weser-Egge e.V.“

## Auszeichnungen
- 1989 „Bauer des Jahres“ des Westdeutschen Rundfunks für seine Blockade britischer Panzer in Körbecke.
- 2005 Innovationspreis für das erfolgreiche Preismodell „Erzeuger-Fairmilch“ für 5 Cent Aufschlag pro Liter Biomilch, die direkt an die Produzenten gehen.